# Anton Elter
Anton Elter (* 5. März 1858 in Rosbach an der Sieg; † 5. November 1925 in Bonn) war ein deutscher klassischer Philologe, der als Professor an den Universitäten Czernowitz (1887–1890) und Bonn (1890–1925) wirkte.

## Leben
Anton Elter war das älteste der neun Kinder des Volksschullehrers Ludwig Elter und dessen Ehefrau Sophie (geborene Stein). Er wuchs mit seinen drei Brüdern und fünf Schwestern in Rosbach und Lohmar auf. Er besuchte die Elementarschule und lernte Latein und Griechisch durch Privatunterricht. Ab 1870 besuchte er das Progymnasium in Siegburg und ab 1874 das Kaiser-Wilhelm-Gymnasium in Köln. Nach der Reifeprüfung (1876) studierte er zunächst ein Semester lang an der Akademie Münster und wechselte dann nach Bonn, wo ihn besonders Franz Bücheler und Hermann Usener beeinflussten. In Bonn war Elter vier Semester lang beim Philologischen Verein aktiv, darunter zwei Semester als Senior. Unter Jacob Bernays arbeitete er die letzten vier Semester seines Studiums als Assistent an der Universitätsbibliothek. Am 14. August 1880 wurde er mit der Dissertation De Ioannis Stobaei codice Photiano promoviert.
Nach dem Studium unternahm Elter eine Bildungsreise nach Rom, wo er im Herbst eine Hauslehrerstelle beim Fürsten von Teano antrat, Onorato Caetani. Neben dieser Tätigkeit fand Elter Gelegenheit zu Handschriftenstudien in der Vatikanischen Bibliothek und zum Kennenlernen des römischen Lebens. 1884 kehrte Elter nach Bonn zurück und bereitete sich auf das Staatsexamen für das Höhere Lehramt vor, das er im Herbst 1885 ablegte. Nach dem Probejahr am Königlichen Gymnasium zu Bonn arbeitete Elter dort als Lehrer, bis er am 28. Januar 1887 – ohne Habilitation – als außerordentlicher Professor für Philosophie an die Universität Czernowitz berufen wurde. Er vertrat den dortigen Lehrstuhl drei Jahre lang, bis er 1890 an die Universität Bonn berufen wurde.

### Professur in Bonn
Der Ministerialdirektor Friedrich Althoff erwog Elter 1889 als Berufungskandidaten für das dritte Ordinariat an der Bonner Universität, das mit dem Tode Eduard Lübberts vakant geworden war. Sein Bekannter, der Göttinger Ordinarius Ulrich von Wilamowitz-Moellendorff, riet von der Berufung Elters ab. Er selbst stand auf dem ersten Platz der Berufungsliste, hinter ihm stand Rudolf Schöll aus München und tertio loco Anton Elter aus Czernowitz. Nachdem Wilamowitz und Schöll den Ruf abgelehnt hatten, wurde Elter 1890 berufen und zum Mitdirektor des Philologischen Seminars ernannt. Da er nicht habilitiert und in Czernowitz nur Extraordinarius eines anderen Faches gewesen war, erhielt er in Bonn zunächst nur eine außerordentliche Professur. 1892 wurde er zum Ordinarius befördert.
In Bonn wirkte Elter auch ehrenamtlich als Professor der Eloquenz. In dieser Position war er für die Verfassung der Programmschriften und Vorlesungsverzeichnisse der Universität zuständig und hielt eine Gedächtnisrede auf den Stifter der Universität, Friedrich Wilhelm III. Elter blieb bis zu seinem Tode an der Universität Bonn. Einen Ruf der Universität Würzburg (1902) lehnte er ab; an seiner Stelle wurde Franz Boll berufen. 1912 wurde ihm der Titel Geheimrat verliehen. Dem Altherrenverband des Philologischen Vereins Bonn stand er als Vorsitzender vor. Am 4. November 1925 erlitt Elter überraschend einen Hirnschlag, dem er am folgenden Tag gegen Mittag erlag.
Nach dem Zeugnis seiner Schüler Ernst Bickel und Hans Herter, die einen ausführlichen Nachruf auf Elter verfassten, war Elter ein äußerst anregender akademischer Lehrer. In Fachkreisen war seine wissenschaftliche Arbeit umstritten, er galt als Außenseiter. In seinen Schriften befasste sich Elter mit den unterschiedlichsten Themen. Er ging weit über den Rahmen der Altertumswissenschaft hinaus und beschäftigte sich auch mit Fragen der Bibliotheksverwaltung, der Theologie und der italienischen Geschichte. Sein handschriftlicher Nachlass, der diverse akademische Reden, Materialsammlungen, Manuskripte und Handexemplare enthielt, ging während des Zweiten Weltkriegs komplett verloren.

## Werke
Ein athenisches Gesetz über die Eleusinische Aparche. Bonn 1914 (Digitalisat).